# Ettlingen
Ettlingen is een Große Kreisstadt in de Duitse deelstaat Baden-Württemberg, gelegen in het Landkreis Karlsruhe. De stad telt 39.401 inwoners.

## Geografie
Ettlingen heeft een oppervlakte van 56,74 km² en ligt in het zuidwesten van Duitsland.

## Plaatsen en stadsdelen van Ettlingen
- Bruchhausen
- Ettlingen (hoofdplaats)
- Ettlingenweier
- Oberweier
- Schluttenbach
- Schöllbronn
- Spessart

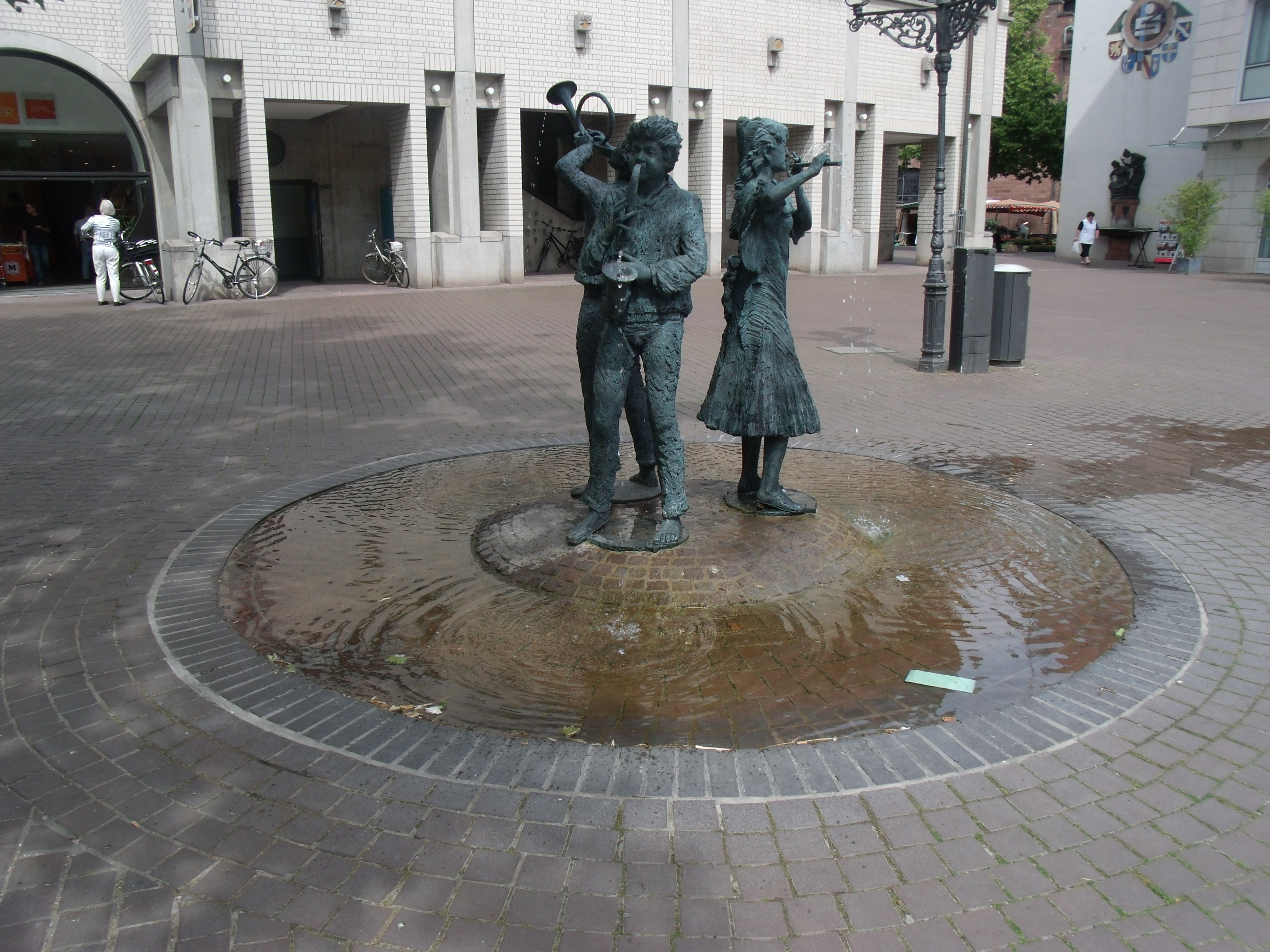
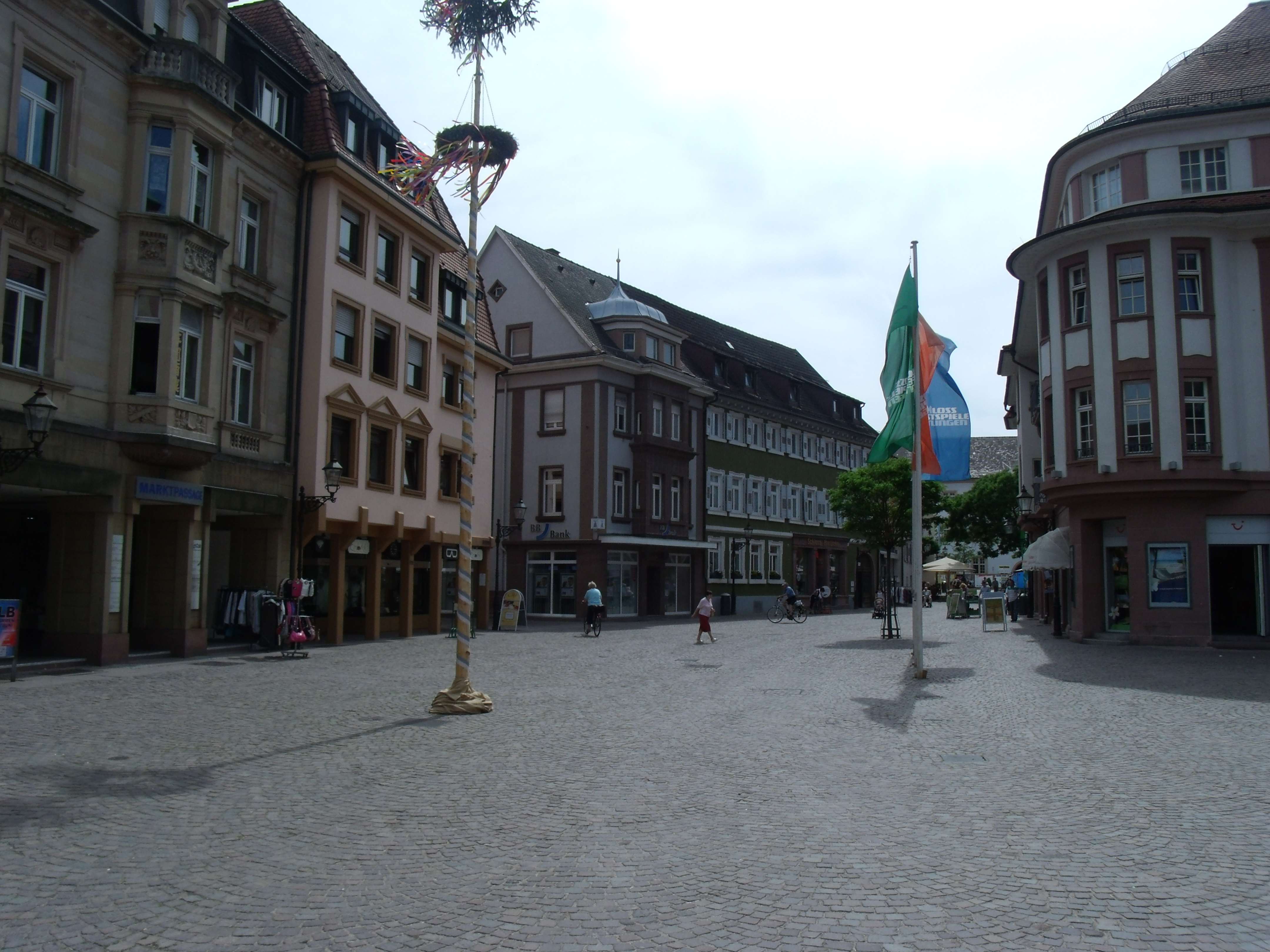
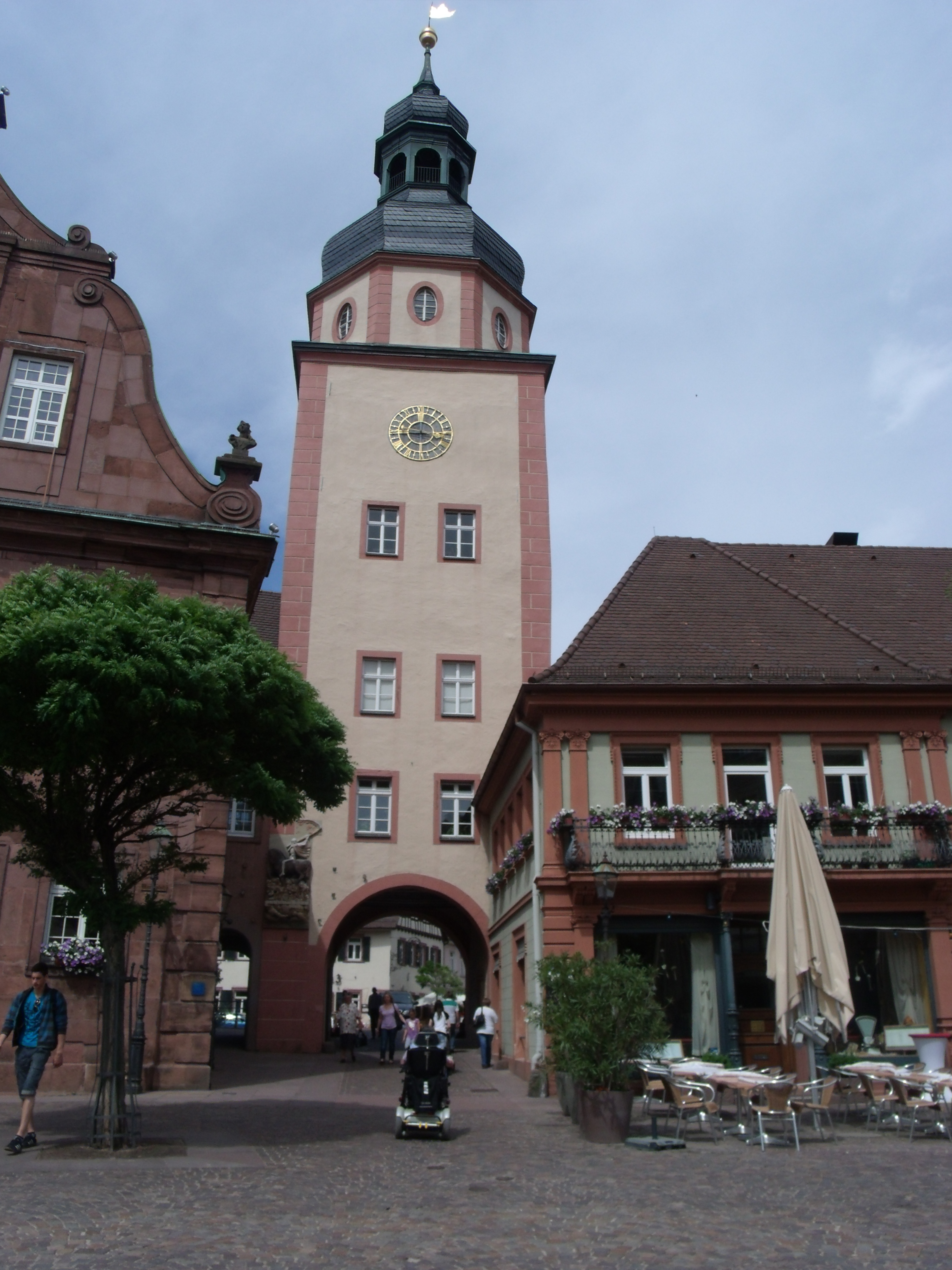
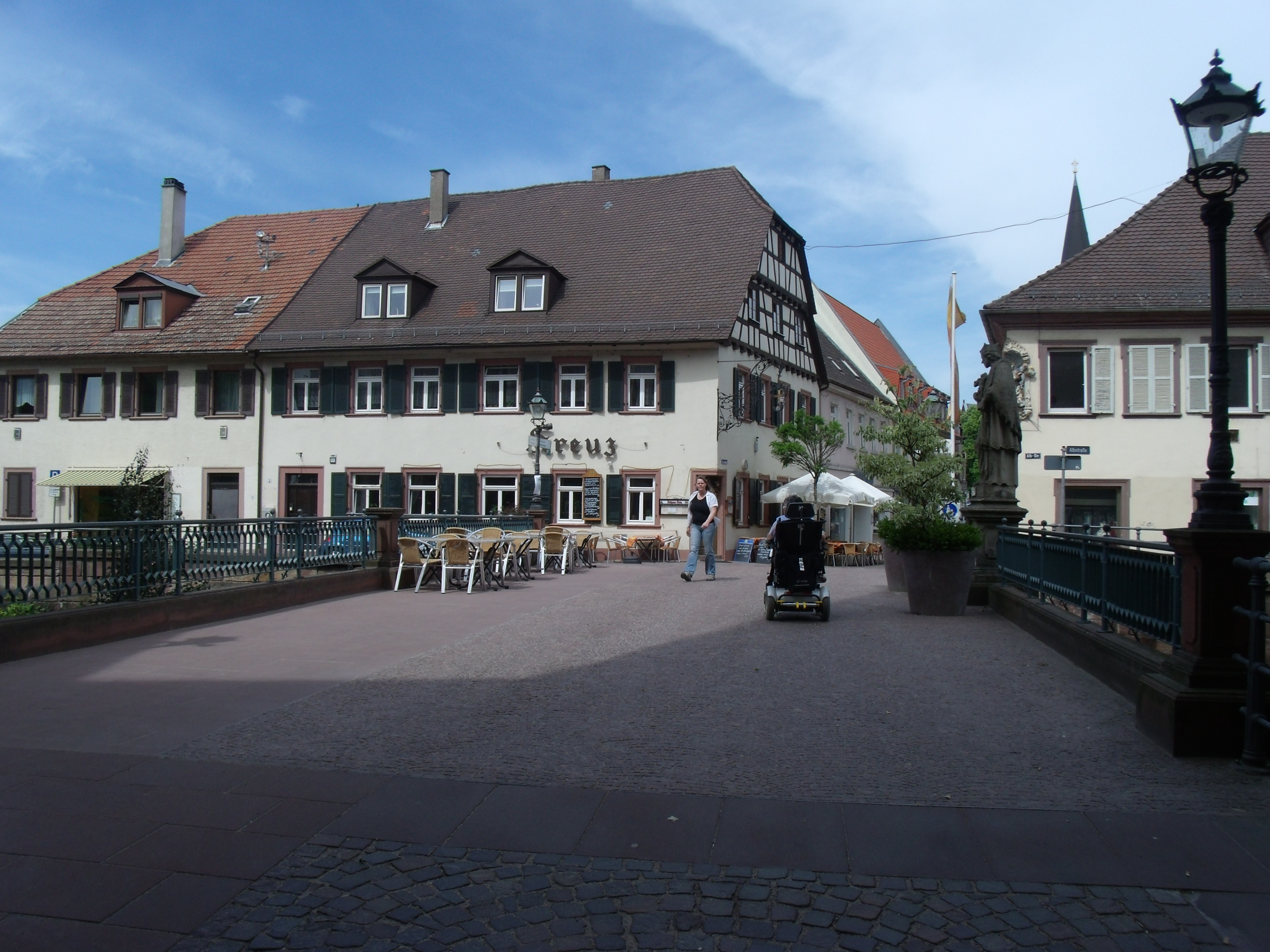
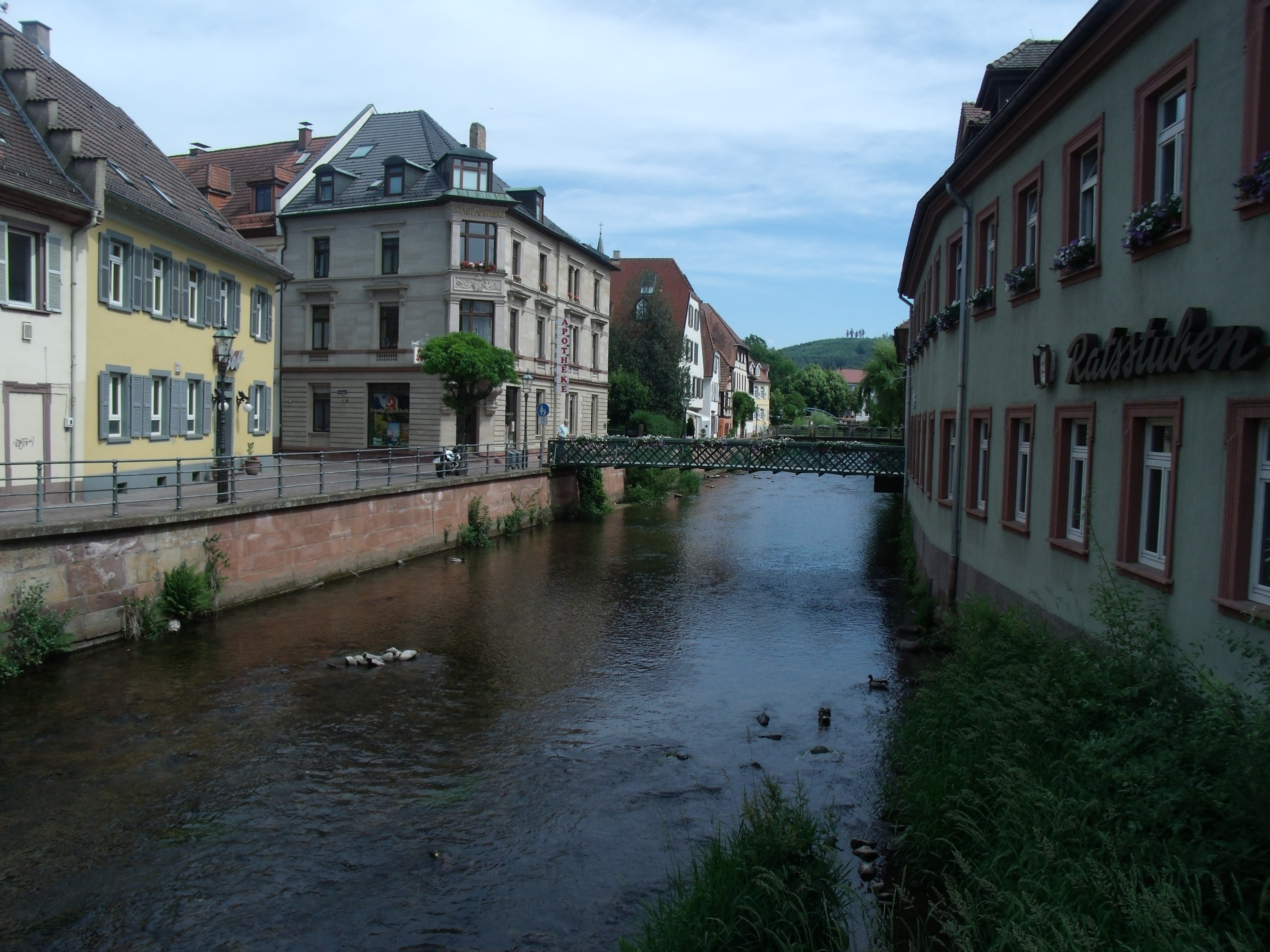
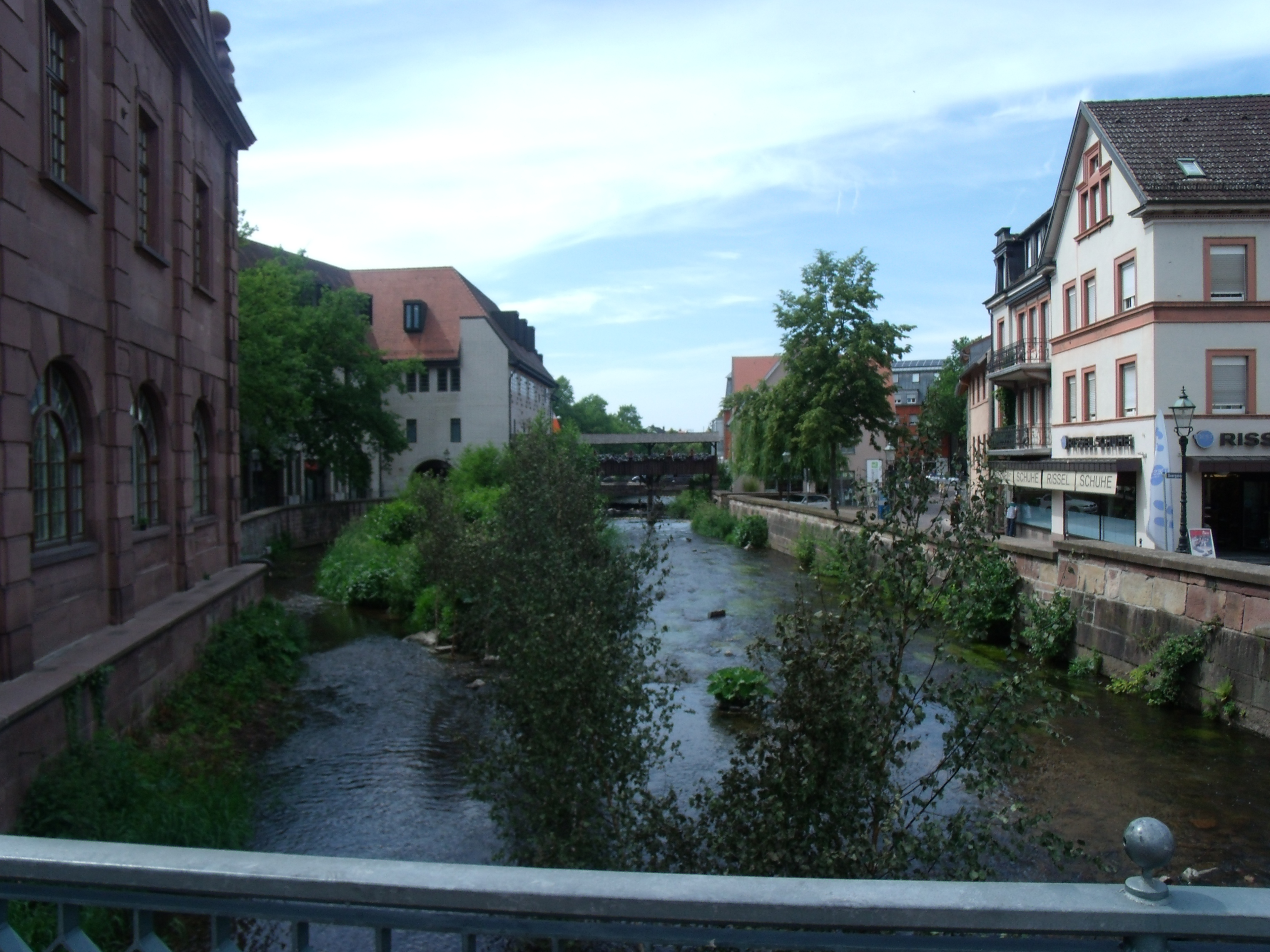
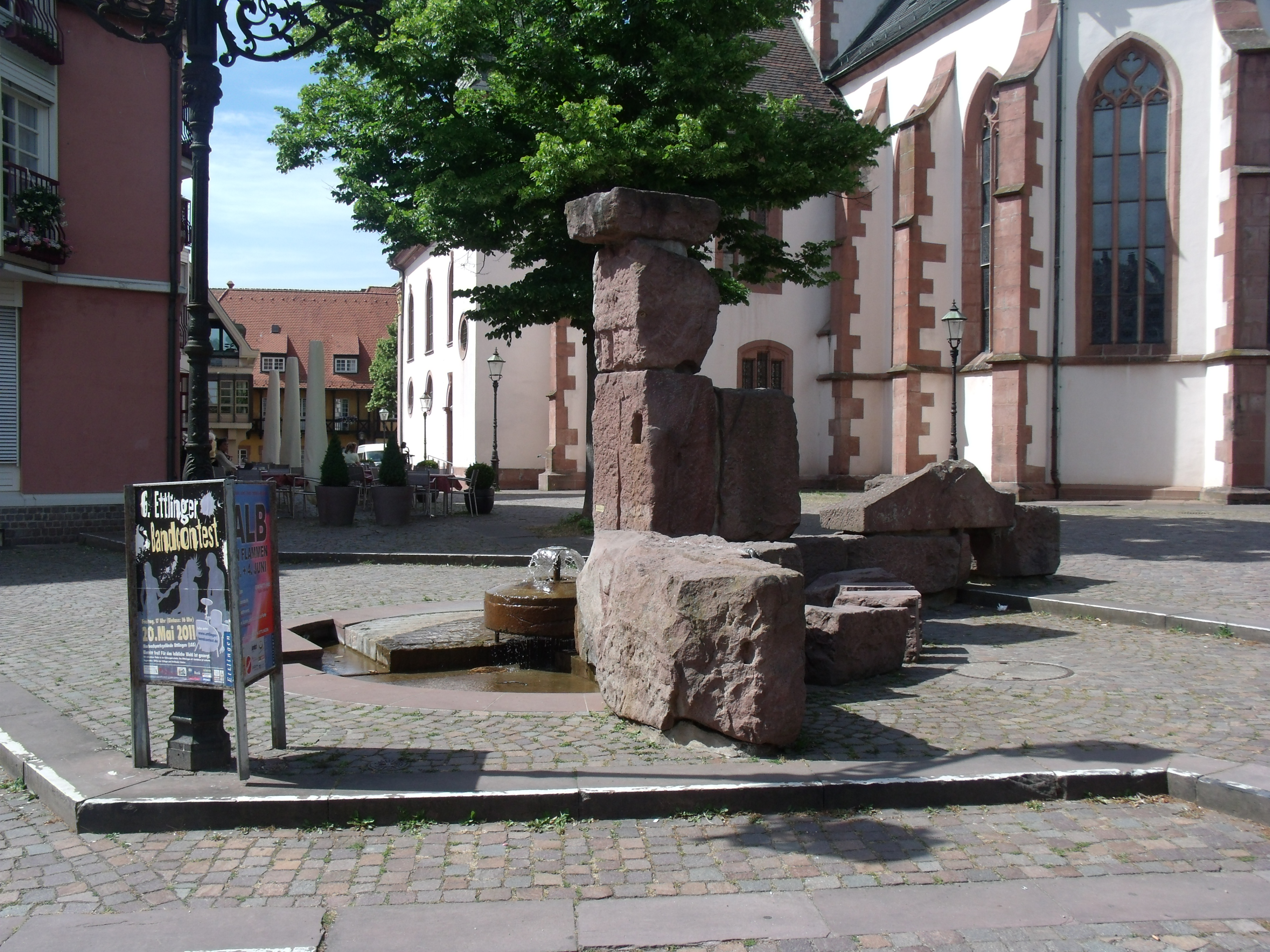
Monument bij de R.K.St. Markus Kirche.
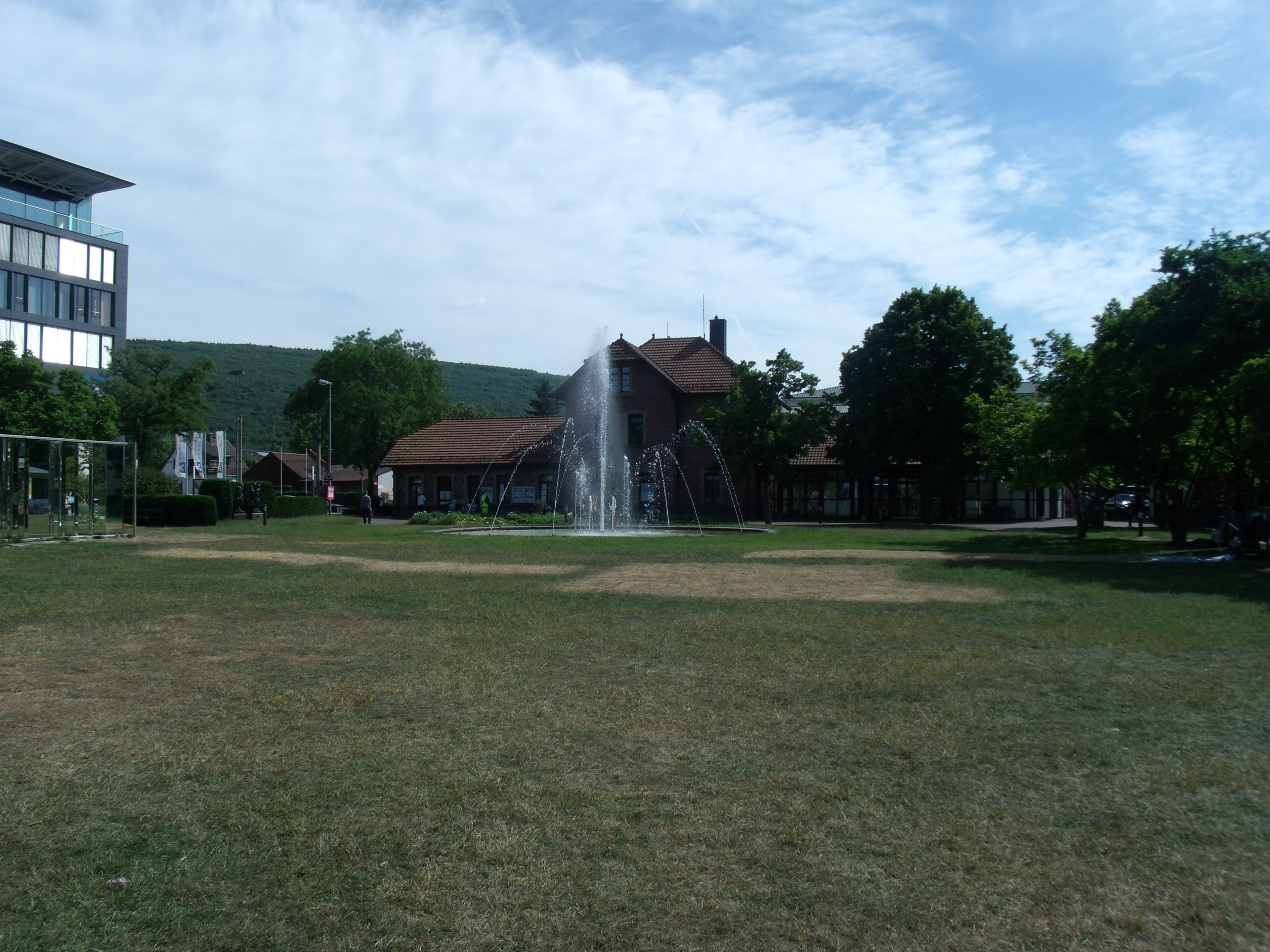
Fontein in park bij het treinstation van Ettlingen.
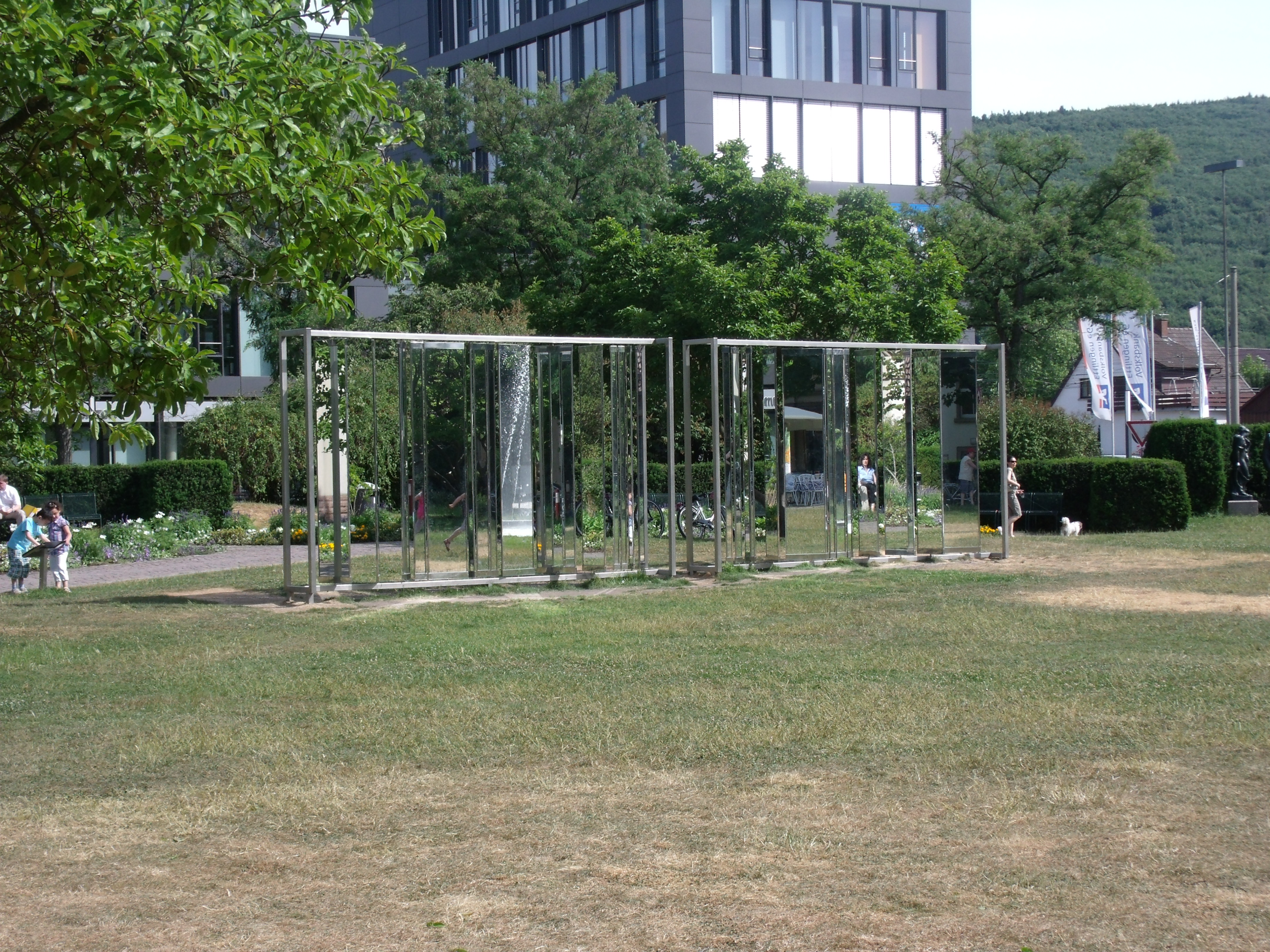
Spiegelmonument in het park bij treinstation.
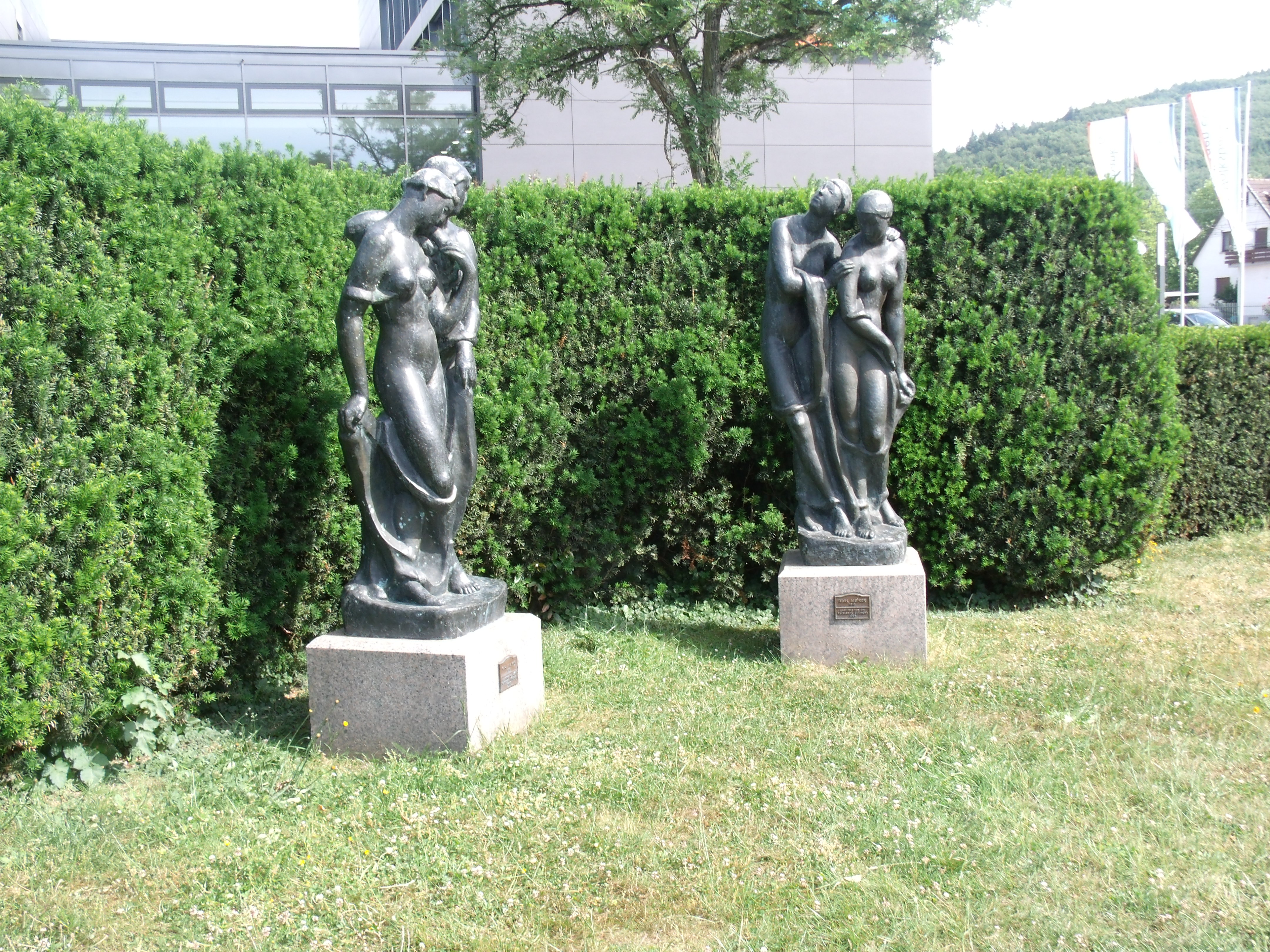
Beelden in park bij treinstation.
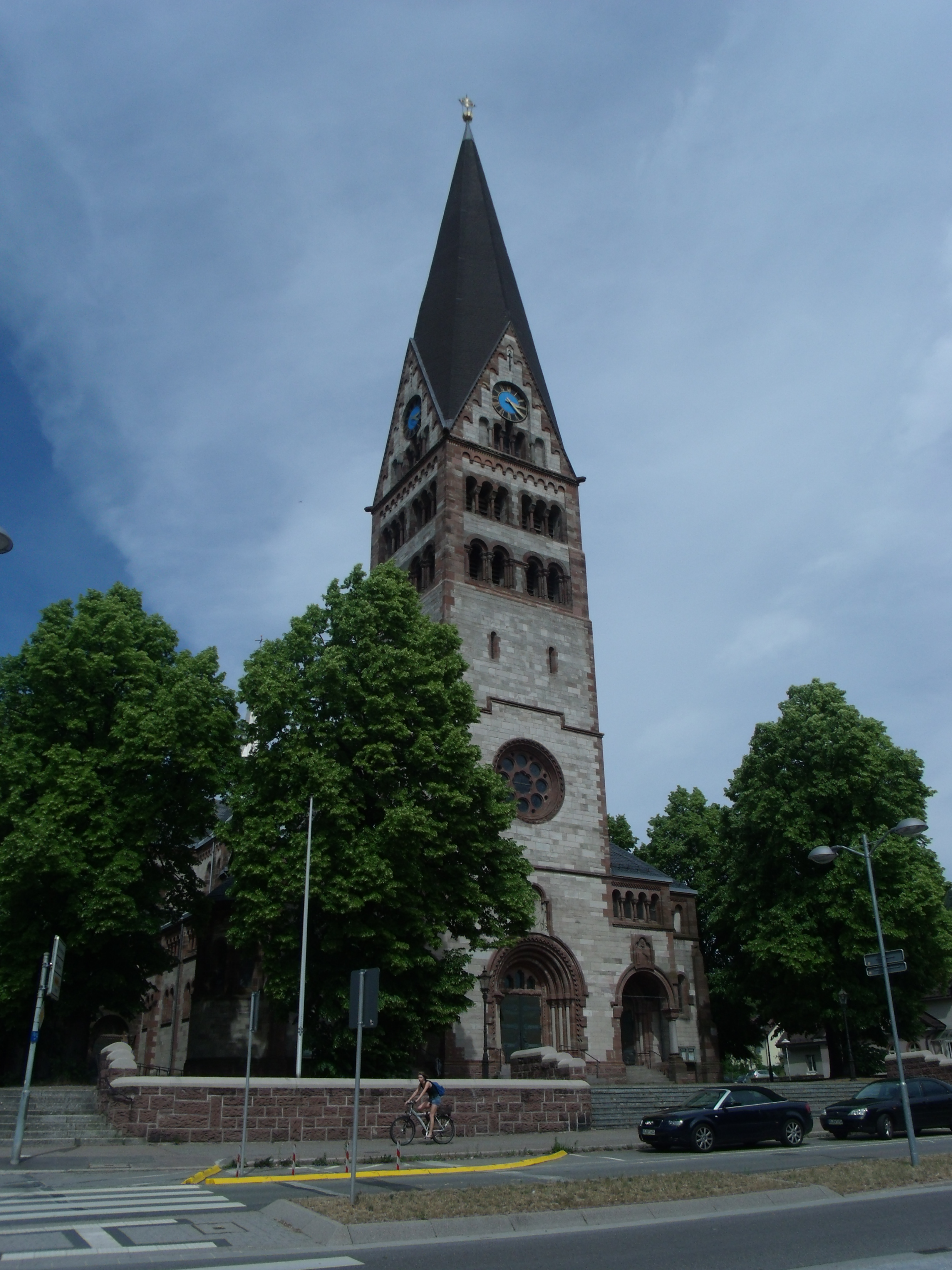
R.K.Kerk Herz Jesu uit de 19e Eeuw.
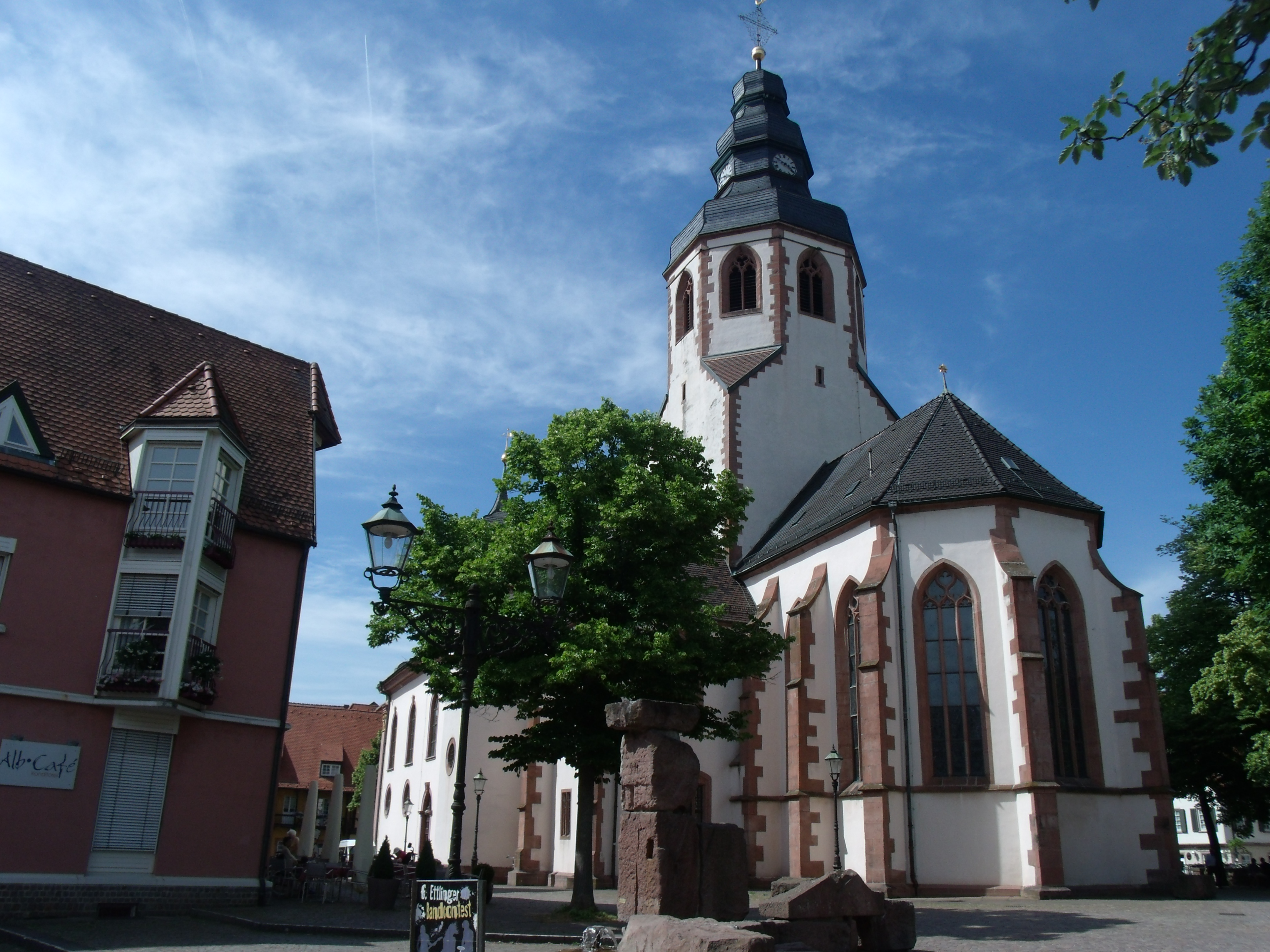
R.K.Kerk St.Martin uit 1120.
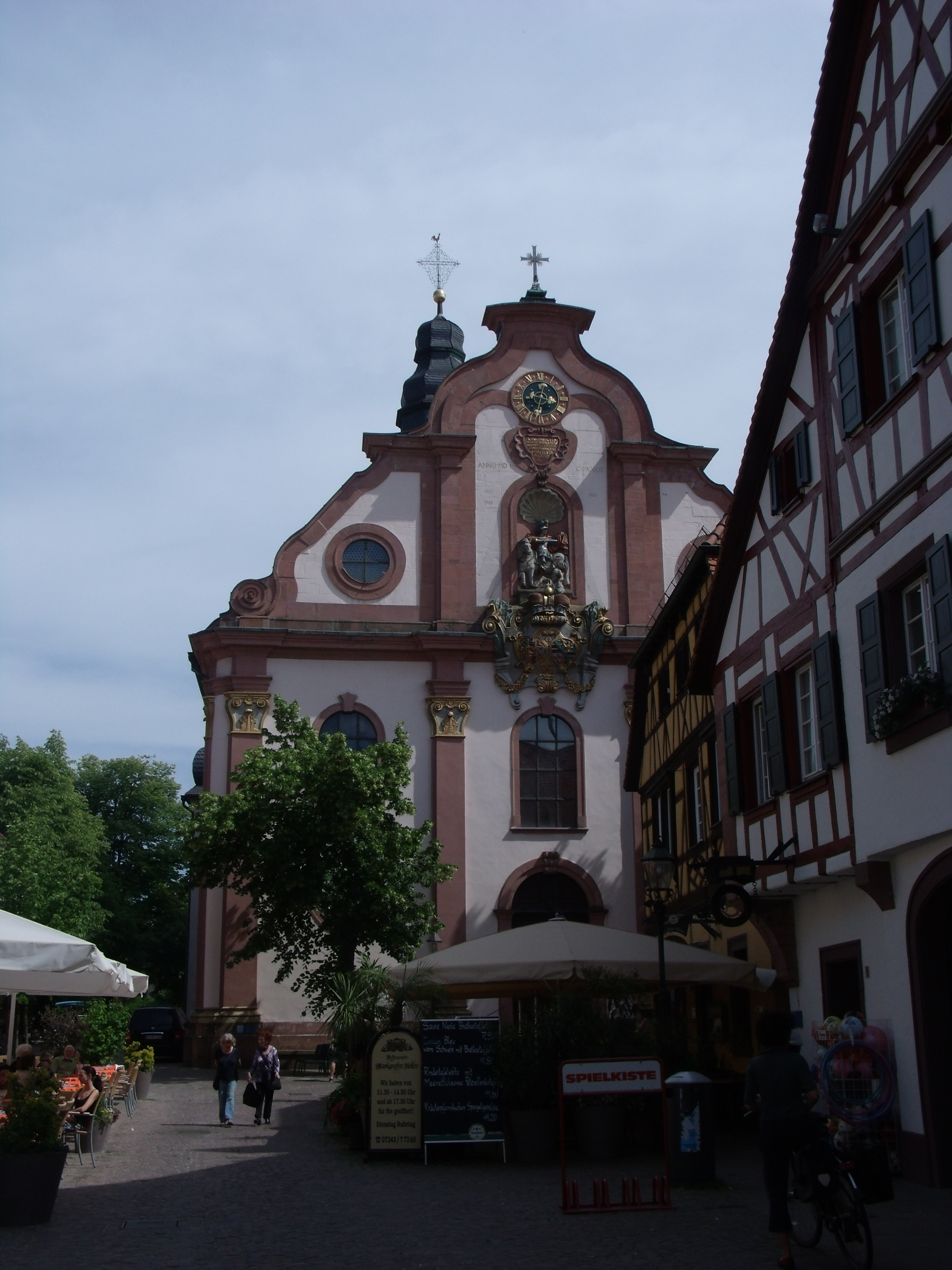
R.K.Kerk St.Martin gezien vanaf de achterkant.

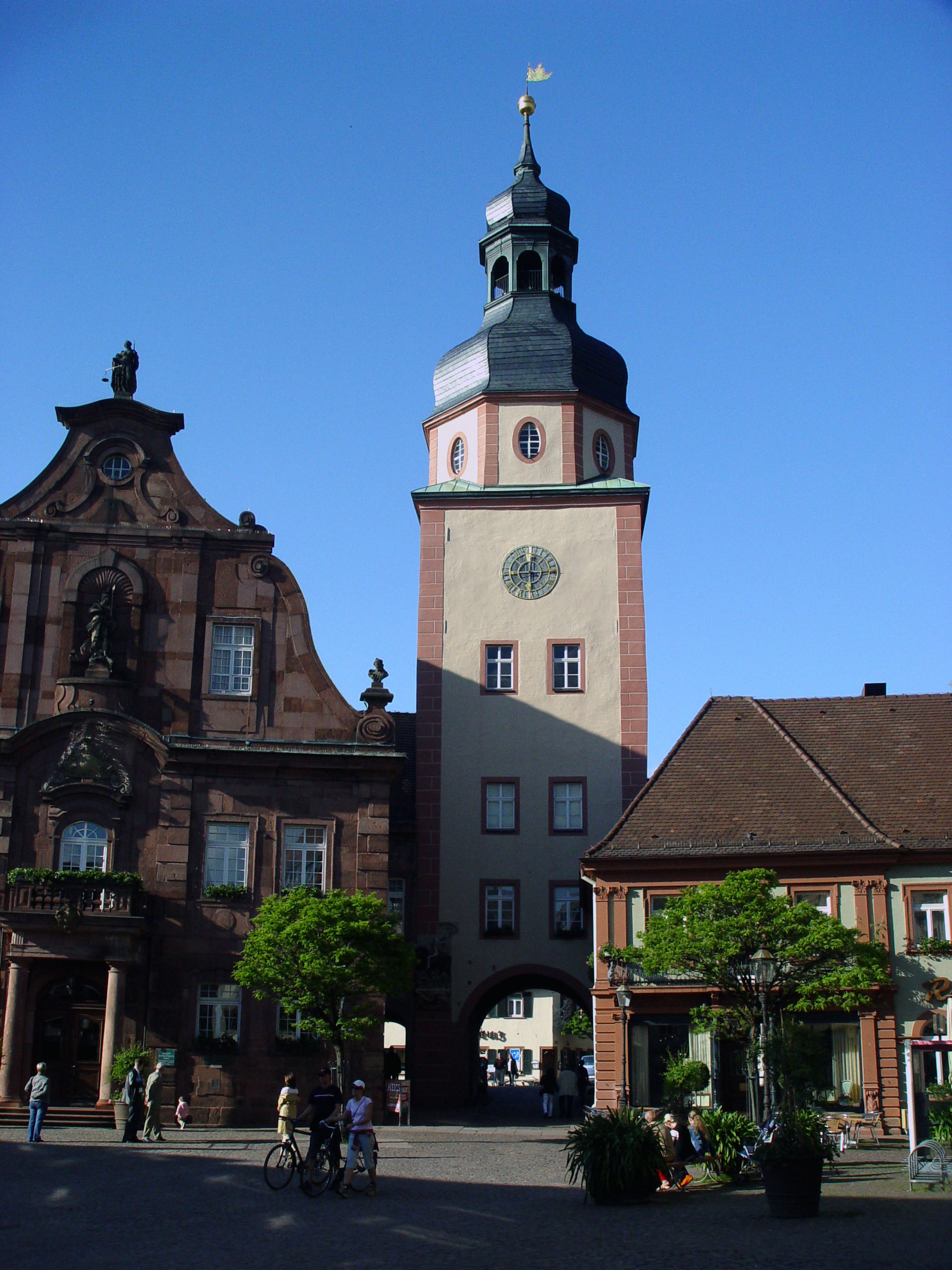
Ettlingen

Bad Schönborn ·
Bretten ·
Bruchsal ·
Dettenheim ·
Eggenstein-Leopoldshafen ·
Ettlingen ·
Forst ·
Gondelsheim ·
Graben-Neudorf ·
Hambrücken ·
Karlsbad ·
Karlsdorf-Neuthard ·
Kraichtal ·
Kronau ·
Kürnbach ·
Linkenheim-Hochstetten ·
Malsch ·
Marxzell ·
Oberderdingen ·
Oberhausen-Rheinhausen ·
Östringen ·
Pfinztal ·
Philippsburg ·
Rheinstetten ·
Stutensee ·
Sulzfeld ·
Ubstadt-Weiher ·
Waghäusel ·
Waldbronn ·
Walzbachtal ·
Weingarten (Baden) ·
Zaisenhausen